# لامار غانت
لامار غانت (بالإنجليزية: Lamar Gant)‏ هو رافع أثقال ‏ أمريكي، ولد في 1957 في فورت كولنز في الولايات المتحدة.